# Matthias Heidemann
Matthias Heidermann (Colonia, 7 febbraio 1912 – 30 novembre 1970) è stato un calciatore tedesco, di ruolo attaccante.